# 浪漫 (松山千春のアルバム)
『浪漫』（ろまん）は、1980年5月5日にリリースされた松山千春の5枚目のオリジナル・アルバムである。

## 解説
- 「松山千春・承の時代3部作」の1作目として、同年3月、松山・清須邦義・加川良の3人により設立されたNEWSレコード通算第1弾作品。
- 1993年には日本コロムビアより松山千春オリジナル・アルバム・コレクションVol.01として再リリース。
- 前作「空を飛ぶ鳥のように 野を駆ける風のように」と今作の間に発表されたシングル「夜明け」「恋」B面の「サイクリング」「帰ろうか」は全て未収録。

## 楽曲解説
「もう一度」は、伊東ゆかりに書いた曲のセルフカバーである。

## 収録曲
| 全作詞・作曲: 松山千春、全編曲: 大原茂人。 |                |          |            |      |
| #                                          | タイトル       | 作詞     | 作曲・編曲 | 時間 |
| 1.                                         | 「ひとりじめ」 | 松山千春 | 松山千春   | 4:39 |
| 2.                                         | 「雨の向うに」 | 松山千春 | 松山千春   | 4:50 |
| 3.                                         | 「車を止めて」 | 松山千春 | 松山千春   | 3:18 |
| 4.                                         | 「もう一度」   | 松山千春 | 松山千春   | 4:28 |
| 5.                                         | 「もうやめさ」 | 松山千春 | 松山千春   | 4:49 |
| 合計時間:                                  | 合計時間:      | 22:04    |            |      |

| 全作詞・作曲: 松山千春。 |                    |           |            |          |      |
| #                        | タイトル           | 作詞      | 作曲・編曲 | 編曲     | 時間 |
| 1.                       | 「残照」           | 松山千春  | 松山千春   | 青木望   | 3:14 |
| 2.                       | 「僕の好きな風景」 | 松山千春  | 松山千春   | 大原茂人 | 4:21 |
| 3.                       | 「風の詩」         | 松山千春  | 松山千春   | 大原茂人 | 3:04 |
| 4.                       | 「空－翼を広げて」 | 松山千春  | 松山千春   | 青木望   | 4:26 |
| 5.                       | 「夢の中」         | 松山千春  | 松山千春   | 青木望   | 3:22 |
| 合計時間:                | 合計時間:          | 合計時間: | 18:27      |          |      |

## メディアでの使用
| #   | 曲名       | タイアップ                             |
| --- | ---------- | -------------------------------------- |
| B-1 | 「残照」   | TBS系ドラマ『三男三女婿一匹III』主題歌 |
| B-1 | 「残照」   | フジテレビ系ドラマ『北の国から』挿入歌 |
| B-3 | 「風の詩」 | ファンタ CMソング                      |